# Afte
Afte, aftös stomatit (även kallad "mun-blåsa" eller "förkylningsblåsa") är blåsor i munnen som ser ut som vita eller vitgula små gropar eller utbuktningar i slemhinnan och är mycket ömma, vilket kan vara till besvär vid tandborstning och även vid födointag. Blåsorna växer sakta och brister sedan för att utvecklas till sår, ofta mycket smärtsamma. Den omgivande slemhinnan är inflammerad och ofta ilsket röd.

## Förekomst
Tillståndet är vanligt – man räknar med att ungefär var femte person någon gång i livet drabbas av afte. Vissa drabbas bara vid ett tillfälle medan andra har blåsor under månadslånga perioder. Vanligtvis varar tillståndet 10–14 dagar. Förändringarna kan engagera hela munnens insida men är vanligast på läpparnas insida, i anslutning till tändernas läge, samt på tungan. Afte bör inte förväxlas med oral herpes eller munsår.

## Orsak
Orsaken till afte är fortfarande oklar. Det finns teorier om kopplingar till virus, allergier och andra autoimmuna processer. Förmodligen är orsakerna till afte flera. Afte har ibland samband med födoämnesallergier. En försvagning av immunförsvaret kan förvärra afte liksom stress, hormonella förändringar (förekommer därför hos många personer i puberteten) och rökstopp. 
Ibland kan vissa sjukdomar orsaka tillståndet: Crohns sjukdom, atrofisk gastrit med brist på vitamin B12, celiaki, järnbrist och andra mineralbrister. Selen är ytterligare ett mineral där brist kan orsaka afte, speciellt bland barn. Även andra sjukdomar med påverkan på immunförsvaret ger aftösa sår.
Det finns även rapporter att vissa typer av mat kan vara orsaken till symptomen. Mat med höga halter fett och salt, som till exempel potatischips, kan orsaka en reaktion på slemhinnorna.

## Behandling
Det finns inget botemedel mot afte, men det finns läkemedel som kan lindra symptomen, vilket man kan få råd om på apotek eller inom den slutna vården.
Tandkrämer som inte innehåller natriumlaurylsulfat, sägs ha förebyggande effekt hos vissa personer. Även tandkräm med Aloe Vera har testats med lyckat resultat.
Munskölj, framförallt bakteriedödande, har också förebyggande effekt hos vissa personer.